# Brunkremla
Brunkremla (Russula mustelina) är en svampart som beskrevs av Fr. 1838. Brunkremla ingår i släktet kremlor och familjen kremlor och riskor.  Arten är reproducerande i Sverige. Inga underarter finns listade i Catalogue of Life.